# (215463) Jobse
(215463) Jobse est un astéroïde de la ceinture principale.

## Description
(215463) Jobse est un astéroïde de la ceinture principale. Il fut découvert le 30 août 2002 à l'Observatoire Palomar par le programme NEAT. Il présente une orbite caractérisée par un demi-grand axe de 2,41 UA, une excentricité de 0,16 et une inclinaison de 2,4° par rapport à l'écliptique.

## Compléments